# The Lucky Number
Pour plus de détails, voir Fiche technique et Distribution.
The Lucky Number est un film britannique d'Anthony Asquith sorti en 1933. Ce film montre les joueurs du club londonien d'Arsenal FC pour les scènes de football.

## Synopsis
De retour de Paris où il a assisté à un match de football, Percy Gibbs se fait voler son argent l'obligeant à payer ses boissons avec un billet de loterie… qui s'avère gagnant. 

## Fiche technique
- Titre original : The Lucky Number
- Réalisation : Anthony Asquith
- Scénario : Anthony Asquith et Douglas Furber (dialogues), d'après une histoire de Franz Schulz
- Direction artistique : Alex Vetchinsky
- Costumes : Gordon Conway
- Photographie : Günther Krampf, Derick Williams
- Son : A.L. Douglas
- Montage : Daniel Birt
- Musique : Mischa Spoliansky
- Production : Michael Balcon
- Société de production : Gainsborough Pictures
- Société de distribution : Gaumont-Ideal Ltd.
- Pays d'origine :  Royaume-Uni
- Langue originale : anglais
- Format : Noir et blanc  — 35 mm — 1,37:1 — son mono
- Genre : Comédie
- Durée : 72 minutes

## Distribution
- Clifford Mollison : Percy Gibbs
- Gordon Harker : l'homme au cheval
- Joan Wyndham : Minnie Sullivan
- Frank Pettingell : M. Brown
- Joe Hayman : M. MacDonald
- Hetty Hartley : Mme MacDonald
- Esme Percy : Le président
- Hay Petrie : Le photographe
- Alfred Wellesley : Le pickpocket
- Mike Johnson : L'homme mort dans le pub
- Wally Patch : Le bookmaker